# Kalanchoe germanae
Kalanchoe germanae ist eine Pflanzenart der Gattung Kalanchoe in der Familie der Dickblattgewächse (Crassulaceae).

## Beschreibung

### Vegetative Merkmale
Kalanchoe germanae ist eine ausdauernde, kahle Pflanze, die Wuchshöhen von 20 bis 100 Zentimeter erreicht. Die Laubblätter sind gestielt. Der an der Basis nicht verbreiterte Blattstiel ist stielrund und bis zu 4 Zentimeter lang. Die oberen Blätter sind gelegentlich dreilappig oder bestehen aus drei Teilblättern. Die glauke oder graugrüne Blattspreite ist lanzettlich-elliptisch. Bei mittleren Blättern ist sie 7,5 bis 15 Zentimeter lang und 2,5 bis 5,5 Zentimeter breit. Ihre Spitze ist zugespitzt, die Basis keilförmig. Der Blattrand ist tief gekerbt-gesägt.

### Generative Merkmale
Der Blütenstand ist eine rispige Zyme und erreicht eine Länge von 10 bis 30 Zentimeter. Die aufrechten Blüten stehen an 5 bis 20 Millimeter langen Blütenstielen. Ihre Kelchröhre ist 1 bis 2 Millimeter lang. Die schmal lanzettlichen Kelchzipfel sind 8 bis 15 Millimeter lang und 2 bis 3 Millimeter breit. Die Kronblätter sind cremeweiß oder gelb. Die Kronröhre ist 19 bis 27 Millimeter lang. Ihre lanzettlichen, lang zugespitzten Kronzipfel weisen eine Länge von 10 bis 16 Millimeter auf und sind 4 bis 6 Millimeter breit. Die Staubblätter sind oberhalb der Mitte der Kronröhre angeheftet. Die oberen Staubblätter ragen aus der Blüte heraus. Die länglichen Staubbeutel sind 1,3 bis 2 Millimeter lang. Die linealischen Nektarschüppchen weisen eine Länge von 5 bis 7,5 Millimeter auf und sind etwa 2 Millimeter breit. Das schlanke Fruchtblatt weist eine Länge von 10 bis 15 Millimeter auf. Der Griffel ist 7 bis 10 Millimeter lang.
Die Chromosomenzahl beträgt 2n = 34.

## Systematik und Verbreitung
Kalanchoe germanae ist im Norden von Tansania auf trockenen, felsigen Stellen auf vulkanischen Böden in Höhen von 1000 bis 1800 Metern verbreitet.
Die Erstbeschreibung durch Edith Marie Raadts wurde 1983 veröffentlicht. Sie übernahm dabei einen Namen von Raymond-Hamet (1890–1972), einem französischen Spezialisten für Kalanchoe.

## Nachweise